# هوغو هنريكي
هوغو هنريكي (بالبرتغالية: Hugo Henrique‏) هو لاعب كرة قدم برازيلي في مركز الهجوم، ولد في 18 مايو 1975 في كابو دي سانتو أغوستينو في البرازيل. لعب مع فيتوريا سيتوبال ونادي بيلينينسش ونادي تريزه ونادي ريو أفي ونادي سانتا كلارا ونادي سي آر بي ونادي فيتوريا.

## وصلات خارجية
- هوغو هنريكي على موقع قاعدة بيانات كرة القدم.إي يو (الإنجليزية)